# Tullio Kezich
Tullio Kezich (* 17. September 1928 in Triest; † 17. August 2009 in Rom) war ein italienischer Filmkritiker, Drehbuchautor, Schriftsteller und Dramaturg.

## Leben
Kezich begann seine Karriere 1946 als Journalist bei dem Sender Radio Trieste, für den er unter anderem über die Filmfestspiele Venedig berichtete. Seit den 1950er Jahren schrieb er regelmäßig für Filmzeitschriften, darunter Sipario, deren Direktor er von 1971 bis 1974 war, sowie für bekannte Blätter wie Panorama, La Repubblica und den Corriere della Sera.
Nachdem er schon 1949 Produktionssekretär bei dem Film Cuori senza frontiere von Luigi Zampa gewesen war, gründete er 1961 mit Ermanno Olmi die Gesellschaft 22 dicembre, für die er als künstlerischer Direktor bis 1965 an Filmen von Olmi selbst, sowie unter anderem von Roberto Rossellini und Lina Wertmüller mitarbeitete. In Olmis Il Posto (1961) hatte er eine Rolle als Schauspieler. Ab 1964 wirkte Kezich auch als Dramaturg. Von 1969 bis 1984 arbeitete er als Produzent für die RAI.
1984 war er Mitglied der internationalen Jury bei den Filmfestspielen Berlin. Kezich schrieb Drehbücher (so für Olmis Die Legende vom heiligen Trinker nach der gleichnamigen Novelle von Joseph Roth, der 1988 in Venedig den Goldenen Löwen gewann), Theaterstücke und mehrere Bücher, darunter eine Fellini-Biographie.

## Bibliographie (Auswahl)
- Il western maggiorenne, Zigiotti Editore, Trieste 1953
- L'uomo di sfiducia, Bompiani, Milano 1962
- Il dolce cinema, Bompiani, Milano 1978
- Su la Dolce Vita con Federico Fellini, Marsilio, Venezia 1996
- Il campeggio di Duttogliano e altri ricordi, Sellerio, Palermo 2001, ISBN 8838917256.
- Federico - Fellini, la vita e i film, Feltrinelli, Milano 2002, ISBN 880749020X (dt. Federico Fellini – Eine Biografie, Diogenes Verlag, Zürich 2005, ISBN 3257064977).